# Drosophila dorsalis
Drosophila dorsalis är en tvåvingeart som beskrevs av Walker 1865. Drosophila dorsalis ingår i släktet Drosophila och familjen daggflugor.
Artens utbredningsområde är Nya Guinea.